# The Human Centipede 2 (Full Sequence)
The Human Centipede 2 (Full Sequence), é um filme de terror escrito e dirigido pelo diretor holandês Tom Six. O filme foi banido da Grã-Bretanha por ser considerado extremamente violento e obsceno. É a sequencia do filme The Human Centipede (First Sequence), de 2009.

## Sinopse
O filme começa com os créditos finais do primeiro filme. Quando os créditos terminam, a câmera abre e mostra que o filme está sendo exibido num laptop, sendo assistido por um homem na cabine de uma garagem. Martin Lomax (Laurence R. Harvey) é um britânico asmático, gordo, de baixa estatura e doente mental de meia idade. Ele vive num pequeno flat com sua mãe (Vivien Bridson) que o maltrata, e trabalha como vigia de uma garagem de subsolo. Seus vizinhos tocam punk rock em alto volume dia e noite, e Martin frequentemente espia os ricos que deixam seus carros na garagem. Seu psiquiatra Dr. Sebring (Bill Hutchens), explica que Martin foi abusado sexualmente pelo pai, que está preso.
Num contexto de metanarrativa, Martin é obcecado pelo filme The Human Centipede (First Sequence), assistindo-o repetidamente em casa e no trabalho. Em determinado momento, assistindo o filme, Martin se masturba com uma lixa em volta de seu pênis. Ele tem uma centopeia de estimação e tem uma cópia do roteiro do filme, além de várias figuras e recortes. Quando sua mãe destrói essa coleção, Martin esmaga o crânio dela e coloca o corpo sentado em uma cadeira na cozinha. Ele decide então recriar o experimento fictício visto no primeiro filme. Entretanto, por nunca ter tido treinamento médico, ele junta as ferramentas domésticas que tem à mão e as coloca numa maleta, e prepara um armazém abandonado, escuro e sujo para seu experimento médico. Mas Martin não quer somente criar uma centopeia com três pessoas, mas a "sequência completa" com doze.
Ele telefona para os três atores do primeiro filme, se passando por um agente de Quentin Tarantino, e tenta os trazer para Londres. Apenas um deles, Ashlynn Yennie (interpretada por ela mesma, outro elemento da metanarrativa) o faz. Entre as outras vítimas de Martin estão um vizinho, um vendedor de seguros, um casal de namorados, uma prostituta e um homem e sua esposa grávida — cujo primeiro filho, que está chorando, é deixado carinhosamente no carro por Martin.
Quando Martin captura suas vítimas, ele tenta seguir os procedimentos mostrados no primeiro filme, e começa cortando os tendões de seus joelhos para que elas não fujam. Ele usa um martelo para quebrar cada um de seus dentes, os retirando com as próprias mãos para que elas não engasguem com o sangue e eventualmente tentem cometer suicídio. Ele abre as nádegas de onze das vítimas com uma faca e usa um grampeador elétrico para costurar a face de um ao ânus do outro. Martin escolhe Ashlynn para ser a primeira da centopeia, de modo que ela não precise ingerir as fezes dos outros. No final apenas dez pessoas formam a centopeia, já que três morreram. Martin obriga Ashlynn a comer ração de cachorro, enfiando um cano em sua garganta com um funil, e vai ficando cada vez mais sexualmente excitado com o desespero de sua centopeia humana. Ele faz com que cada vítima tome laxante para acelerar o processo de defecação.
Sem que Martin perceba, a mulher grávida, que ele acreditava estar morta, retoma a consciência e foge correndo para o carro. Martin vai atrás, mas ela consegue ligar o veículo ao mesmo tempo em que dá à luz ao bebê, que acaba morrendo com sua cabeça prensada pelo acelerador. Martin chora. Dentro do galpão, um dos homens consegue arrancar sua boca do ânus daquele que estava à sua frente, e a centopeia se divide em duas. Quando Martin retorna, ele fica com raiva e começa a matar cada um com um tiro na cabeça, até que suas balas acabam e ele passa a degolar os restantes com uma faca. Ashlynn, a cabeça da centopeia, ainda consegue agredir Martin e colocar sua centopeia de estimação dentro de seu ânus através do funil.
O filme termina com Martin assistindo o DVD do primeiro filme no trabalho como no início, dando a entender que tudo foi uma imaginação em sua cabeça. Entretanto, pode-se ouvir no fundo o choro da criança deixada no carro.

## Elenco
- Laurence R. Harvey como Martin Lomax
- Ashlynn Yennie como Ela mesma
- Dominic Borrelli como Paul
- Vivien Bridson como Sra. Lomax
- Lee Harris como Dick
- Peter Blankenstein como Alan
- Bill Hutchens como Dr. Sebring
- Dan Burman como Greg
- Daniel Jude Gennis como Tim
- Kandace Caine como Karrie
- Maddi Black como Candy
- Lucas Hansen como Ian
- Georgia Goodrick como Valerie
- Emma Lock como Kim

## Banimento da Grã-Bretanha

### O argumento da BBFC
A British Board of Film Classification (BBFC), órgão do governo britânico que faz a classificação etária de filmes, baniu o filme da Grã-Bretanha segundo o seguintes argumentos:
| “ | Diferente do primeiro filme, a sequência apresenta imagens gráficas de violência sexual, defecação forçada, e mutilação, e o espectador é convidado a testemunhar os eventos através da perspectiva do protagonista. Enquanto no primeiro filme a ideia da centopeia é apresentada como um revoltante experimento médico, com o foco nas vítimas tentando escapar, esta continuação apresenta a centopeia como o objeto das fantasias sexuais depravadas do protagonista. O foco principal de The Human Centipede 2 (Full Sequence) é o despertar sexual do personagem central num espetáculo total de degradação, humilhação, mutilação, tortura e assassinato de suas vítimas nuas. Um exemplo disso ocorre na cena inicial do filme quando ele se masturba enquanto assiste ao filme A Centopéia Humana (The Human Centipede (First Sequence)) com uma lixa presa ao pênis, e a sequência em que os membros da centopeia se vêem forçados a defecar sobre a boca dos outros. Há poucas tentativas de retratar qualquer uma das vítimas como algo além do que objetos a serem brutalizados, degradados e mutilados para a diversão do personagem central, ou para o prazer do público. Há uma ênfase na diferença entre excitação sexual e violência sexual e a clara associação entre dor, perversidade e prazer sexual. Na conclusão da censura, há uma apresentação explícita das fantasias sexuais obsessivas e violentas do personagem central que justifica a rejeição por mostrar um verdadeiro, em oposição ao fantástico, risco que pode causar em potenciais espectadores. | ” |

### A resposta de Tom Six
O diretor do filme, Tom Six, deu a seguinte resposta à BBFC:
| “ | Obrigado BBFC por colocar spoilers do meu filme em seu site e obrigado por banir meu filme desse modo excepcional. Aparentemente eu fiz um filme de horror horrível, mas poderia ser um bom filme de horror se não fosse horrível? Meus queridos, este é um filme f@#$%! É tudo ficção. Não é real! É apenas um filme do tipo faz-de-conta ! É uma arte! Dê as pessoas a chance de assistir ou não a ele. Se as pessoas nao quiserem ou não gostarem, eles simplesmente não o verão. Se as pessoas gostam dos meus filmes, eles precisam ter a oportunidade de vê-lo em qualquer lugar no Reino Unido. | ” |

### Voltando atrás na decisão
A BBFC voltou atrás na decisão de banimento do filme no Reino Unido dando uma classificação indicativa de 18 anos, mas os produtores tiveram que fazer um total de 32 cortes no filme.

## Recepção pela crítica
O filme teve sua pré-estreia no festival Austin Fantastic Fest, nos EUA, em 22 de setembro de 2011. 
- O site de cinema Movieline em sua crítica classificou essa obra de Six como "medonha" e como "tortura masturbatória"[3]
- O crítico V.A. Musetto, em sua crítica no jornal New York Post, classificou o filme como "doentio, nojento e vil", mas também como "diabolicamente engraçado, estiloso e genial".[4]

## Prêmios e indicações

### Prêmios
Fangoria Chainsaw Awards
- Pior filme: 2012

### Indicações
Fright Meter Awards
- Melhor Ator: Laurence R. Harvey - 2011
- Melhor Maquiagem: 2011

 CPH: PIX
- Prêmio do Público: 2012[6]

 Fangoria Chainsaw  Awards
- Melhor Filme - Lançamento Limitado/ Direto para DVD: 2012[7]

## The Human Centipede III (Final Sequence)
Em Agosto de 2011, Tom Six, em entrevista ao site de cinema DreadCentral, disse que o filme The Human Centipede III (Final Sequence) já estava em produção: "Nós vamos faze-lo totalmente nos EUA e será o meu favorito. Vai aborrecer um monte de gente". Six disse também que a terceira parte "Fará a parte 2 parecer um filme de Disney" e confirmou que este será o último filme da série. A previsão para lançamento é o ano de 2014. O primeiro nome do elenco confirmado é do ator DeWayne Quillen no papel de Marcus VonStein.